# 刘义 (少将)
刘义（1909年—1996年），中国人民解放军将领、中国人民解放军开国少将。
曾任海军后勤部政委。1955年，授予中国人民解放军少将。